# Duña
Duña es una localidad española del municipio de Cabezón de la Sal, perteneciente a la comunidad autónoma de Cantabria.

## Geografía
Está a 220 m s. n. m. y a 5 kilómetros de la capital municipal.

## Historia
Durante el Trienio Constitucional (1820-1823), Duña, lo mismo que Bustablado, pasó a Udías. Hacia mediados del siglo XIX, el lugar era referido ya como un barrio de Bustablado, ya por entonces perteneciente al municipio de Cabezón de la Sal.
En 2023, la entidad singular de población de Duña tenía empadronados 20 habitantes, todos ellos en el núcleo de población de ese nombre.